# Cryptotis nigrescens
Cryptotis nigrescens är en däggdjursart som först beskrevs av J. A. Allen 1895.  Cryptotis nigrescens ingår i släktet pygménäbbmöss och familjen näbbmöss. IUCN kategoriserar arten globalt som livskraftig. Inga underarter finns listade i Catalogue of Life.
Denna näbbmus förekommer i Costa Rica och nordvästra Panama. Den lever i bergstrakter mellan 800 och 2900 meter över havet. Arten vistas i kyliga städsegröna skogar och mot Stilla havet även i öppna trädansamlingar. Honan föder en till tre ungar per kull.
Arten blir med svans cirka 9,5 cm lång. Den har svartaktig päls och en ganska kort svans. Nosen är som hos andra näbbmöss spetsig.
Individerna kan vara aktiva på dagen och på natten. De jagar olika ryggradslösa djur. Födan hittas vanligen i lövskiktet och där gräver Cryptotis nigrescens tunnlar. Flera exemplar faller offer för tamkatter men rovdjuret äter de inte på grund av den stränga lukten.